# Second Impact
A Second Impact Okui Maszami harminckettedik kislemeze, mely 2003. november 27-én jelent meg a King Records kiadó jóvoltából, ez volt az utolsó olyan kislemez az énekesnőtől, mely ez a kiadó adott ki. A japán heti kislemez-eladási listának az ötvenhatodik helyét érte el.

## Dalok listája
1. Second Impact 3:57
2. Pure 4:44
3. Message 4:54
4. Second Impact (Instrumental) 3:57
5. Pure (Instrumental) 4:44
6. Message (Instrumental) 4:54